# Now Kandeh
Now Kandeh (persiska: نو كنده) är en ort i Iran.   Den ligger i provinsen Golestan, i den norra delen av landet, 250 km nordost om huvudstaden Teheran. Now Kandeh ligger 5 meter över havet och antalet invånare är 7 601.
Terrängen runt Now Kandeh är varierad.Runt Now Kandeh är det ganska tätbefolkat, med 75 invånare per kvadratkilometer. Närmaste större samhälle är Bandar-e Gaz, 5,3 km nordost om Now Kandeh. I omgivningarna runt Now Kandeh växer i huvudsak blandskog.